# Amtsgericht Gernsheim
Das Amtsgericht Gernsheim war von 1879 bis 1934 ein hessisches Gericht der ordentlichen Gerichtsbarkeit. Das Gericht hatte seinen Sitz im Rathaus von Gernsheim.

## Gründung
Mit dem Gerichtsverfassungsgesetz von 1877 wurden Organisation und Bezeichnungen der Gerichte reichsweit vereinheitlicht. Zum 1. Oktober 1879 hob das Großherzogtum Hessen deshalb die Landgerichte auf. Funktional ersetzt wurden sie durch Amtsgerichte. So ersetzte das Amtsgericht Gernsheim das aufgehobene Landgericht Gernsheim. „Landgerichte“ nannten sich nun die den Amtsgerichten direkt übergeordneten Obergerichte. Das Amtsgericht Gernsheim wurde dem Bezirk des Landgerichts Darmstadt zugeordnet.

## Gerichtsbezirk
Der Gerichtsbezirk der Amtsgerichts Gernsheim umfasste:
| Gemeinde       | Herkunft              | Zugang | Abgang | Nach                   |
| -------------- | --------------------- | ------ | ------ | ---------------------- |
| Biblis         | Landgericht Gernsheim | 1879   | 1934   | Amtsgericht Worms      |
| Biebesheim     | Landgericht Gernsheim | 1879   | 1934   | Amtsgericht Groß-Gerau |
| Crumstadt      | Landgericht Gernsheim | 1879   | 1934   | Amtsgericht Groß-Gerau |
| Gernsheim      | Landgericht Gernsheim | 1879   | 1934   | Amtsgericht Groß-Gerau |
| Großrohrheim   | Landgericht Gernsheim | 1879   | 1934   | Amtsgericht Worms      |
| Kleinrohrheim; | Landgericht Gernsheim | 1879   | 1934   | Amtsgericht Groß-Gerau |
| Nordheim       | Landgericht Gernsheim | 1879   | 1934   | Amtsgericht Worms      |
| Stockstadt     | Landgericht Gernsheim | 1879   | 1934   | Amtsgericht Groß-Gerau |
| Wattenheim     | Landgericht Gernsheim | 1879   | 1934   | Amtsgericht Worms      |

## Ende
Am 1. Oktober 1934 wurde das Amtsgericht Gernsheim aufgehoben. Der Gerichtsbezirk wurde auf den der Amtsgerichte Worms und Großgerau aufgeteilt.